# Rhysodesmus elestribus
Rhysodesmus elestribus är en mångfotingart som beskrevs av Chamberlin 1943. Rhysodesmus elestribus ingår i släktet Rhysodesmus, och familjen Xystodesmidae. Inga underarter finns listade.